# Chiasognathus latreillei
Chiasognathus latreillei es una especie de coleóptero de la familia Lucanidae.

## Distribución geográfica
Habita en Chile y Argentina.